# Соф'ян Уміа
Соф'ян Уміа (фр. Sofiane Oumiha; нар. 23 грудня 1994, Тулуза, Франція) — французький боксер-любитель, що виступає у легкій ваговій категорії. Дворазовий срібний призер Олімпійських ігор, триразовий чемпіон світу та чемпіон Європейських ігор.

## Аматорська кар'єра

### Європейські ігри 2015
- 1/8 фіналу. Переміг Люка Маккормака (Велика Британія) —  3-0
- 1/4 фіналу. Переміг Міклоша Варгу (Угорщина) —  3-0
- 1/2 фіналу. Переміг Матеуша Польського (Польща) —  3-0
- Фінал. Програв Альберту Селімову (Азербайджан) —  0-3

### Чемпіонат світу 2015
- 1/16 фіналу. Переміг Еліана Дімітрова (Болгарія) —  3-0
- 1/8 фіналу. Переміг Луіса Кабреру (Венесуела) —  3-0
- 1/4 фіналу. Програв Альберту Селімову (Азербайджан) —  0-3

### Олімпійські ігри 2016
- 1/16 фіналу. Переміг Теофімо Лопеса (Гондурас) —  3-0
- 1/8 фіналу. Переміг Амната Руенроенга (Таїланд) —  TKO
- 1/4 фіналу. Переміг Альберта Селімова (Азербайджан) —  3-0
- 1/2 фіналу. Переміг Доржнямбуугийна Отгондалая (Монголія) —  3-0
- Фінал. Програв Робсону Консейсао (Бразилія) —  0-3

### Чемпіонат Європи 2017
- 1/8 фіналу. Переміг Джавіда Челебієва (Азербайджан)
- 1/4 фіналу. Програв Юрію Шестаку (Україна)

### Чемпіонат світу 2017
- 1/8 фіналу. Переміг Вандерсона де Олівейра (Бразилія) —  5-0
- 1/4 фіналу. Переміг Юрія Шестака (Україна) —  5-0
- 1/2 фіналу. Переміг Доржнямбуугийна Отгондалая (Монголія) —  5-0
- Фінал. Переміг Лазаро Альвареса (Куба) —  5-0

### Європейські ігри 2019
- 1/8 фіналу. Переміг Олексія Мазура (Росія) —  4-1
- 1/4 фіналу. Переміг Даміана Дуркача (Польща) —  5-0
- 1/2 фіналу. Переміг Люка Маккормака (Велика Британія) —  5-0
- Фінал. Програв Оганесу Бачкову (Вірменія) —  2-3

### Чемпіонат світу 2019
- 1/16 фіналу. Переміг Кан Хен Біна (Південна Корея) —  5-0
- 1/8 фіналу. Переміг Баходура Усмонова (Таджикистан) —  4-1
- 1/4 фіналу. Програв Кейшону Девісу (США) —  0-5

### Олімпійські ігри 2020
- 1/8 фіналу. Програв Кейшону Девісу (США) —  RSC

### Чемпіонат світу 2021
- 1/32 фіналу. Переміг Нам Са Мейон (Південна Корея) — 5-0
- 1/16 фіналу. Переміг Вільяма Танко (Словаччина) — 5-0
- 1/8 фіналу. Переміг Карена Тонакяна (Вірменія) — 5-0
- 1/4 фіналу. Переміг Саматалі Толтаєва (Казахстан) — 4-1
- 1/2 фіналу. Переміг Алексі де ла Круса (Домініканська Республіка) — 4-1
- Фінал. Переміг Абдумаліка Халокова (Узбекистан) — 5-0

### Чемпіонат світу 2023
- 1/16 фіналу. Переміг Абдула Омара (Гана) — 5-0
- 1/8 фіналу. Переміг Хосе Картунхола (Венесуела) — 5-0
- 1/4 фіналу. Переміг Хосе Кілеса (Іспанія) — 5-0
- 1/2 фіналу. Переміг Всеволода Шумкова (Росія) — 4-1
- Фінал. Переміг Ерісланді Альвареса (Куба) — 4-1

### Європейські ігри 2023
- 1/16 фіналу. Переміг Аляжа Сірчеля (Словенія) —  5-0
- 1/8 фіналу. Переміг Ассана Хасена (Німеччина) —  4-1
- 1/4 фіналу. Переміг Білге Канлі (Туреччина) —  5-0
- 1/2 фіналу. Переміг Діна Кленсі (Ірландія) —  5-0
- Фінал. Переміг Лашу Гурулі (Грузія) —  4-1

### Олімпійські ігри 2024
- 1/8 фіналу. Переміг Обада Аль-Касбеха (Йорданія) — 5-0
- 1/4 фіналу. Переміг Річарда Ковача (Угорщина) — 5-0
- 1/2 фіналу. Переміг Ваята Сенфорда (Канада) — 4-1
- Фінал. Програв Ерісланді Альваресу (Куба) — 2-3

## Професіональна кар'єра
Впродовж 2022—2025 років на професійному рингу провів шість переможних боїв, а 8 серпня 2025 року зазнав першої поразки від нікарагуанця Франсіско Фонсека.